# Bruinrugoropendola
De bruinrugoropendola (Psarocolius cassini) is een zangvogel uit de familie Icteridae (troepialen). Het is een bedreigde, endemische vogelsoort in Colombia.

## Kenmerken
Het mannetje is 46 cm lang, het vrouwtje 39,5. Het sekseverschil in verenkleed is niet zo groot. De vogel heeft een onbevederde, rozekleurige huid in de vorm van een lel op de kop onder het oog. Verder zijn de kop, de nek, borst en buik zwart gekleurd. Op de rug gaat dit zwart over in kastanjebruin. Ook de stuit, vleugels en de flanken zijn bruin. De staartveren zijn aan de buitenkant felgeel, de middelste staartveren zijn zwart. De snavel is zwart, groot en verdikt met een geel uiteinde, de poten zijn donker bijna zwart.

## Verspreiding en leefgebied
Deze soort is endemisch in noordwestelijk Colombia in de provincie  Chocó. Het leefgebied bestaat uit vochtig, bebost gebied in heuvelland tussen de 100 en 360 m boven zeeniveau, met een voorkeur voor natuurlijk bos met hoogopgaande bomen.

## Status
De bruinrugoropendola heeft een beperkt verspreidingsgebied en daardoor is de kans op uitsterven aanwezig. De grootte van de populatie werd in 2016 door BirdLife International geschat op 600 tot 1700 volwassen individuen en de populatie-aantallen nemen af door habitatverlies. Het leefgebied wordt aangetast door ontbossing waarbij natuurlijk bos wordt omgezet in gebied voor agrarisch gebruik zoals oliepalmplantages, mijnbouw, wegenaanleg en menselijke bewoning. Om deze redenen staat deze soort als bedreigd op de Rode Lijst van de IUCN.